# Cleora atrolinearia
Cleora atrolinearia är en fjärilsart som beskrevs av George Duryea Hulst 1888. Cleora atrolinearia ingår i släktet Cleora och familjen mätare. Inga underarter finns listade i Catalogue of Life.